# جاگولیتور
جاگولیتور (به انگلیسی: Jugulator) عنوان سیزدهمین آلبوم استودیویی از گروه هوی متال بریتانیایی جوداس پریست است که در ۱۶ اکتبر ۱۹۹۷ در ژاپن و ۲۸ اکتبر ۱۹۹۷ در بقیه نقاط جهان منتشر شد. این آلبوم اولین آلبوم از دو آلبوم همکاری تیم «ریپر» اونز به عنوان خواننده با جوداس پریست است. در انتشار این آلبوم جوداس پریست از شرکت نشر اس‌پی‌وی استفاده کرده‌است.
در این آلبوم جوداس پریست سبک موسیقی خود را تغییر می‌دهد و تقریباً سبکی مابین پست ترش متال و دث متال را در این آلبوم عرضه می‌کند. در سراسر این آلبوم به نقش جاگولیتور در پایان دادن به جهان پرداخته شده و خود جاگولیتور نیز به نظر می‌رسد کنایه‌ای باشد از پلیدی‌هایی که در این جهان اتفاق می‌افتد.

## فهرست آهنگ‌ها
آهنگسازی تمامی آهنگ‌ها توسط کی.کی. داونینگ و گلن تیپتون انجام شده‌است.
| شماره | نام آهنگ               | مدت  |
| ----- | ---------------------- | ---- |
| ۱     | «جاگولیتور»            | ۵:۵۰ |
| ۲     | «خون ننگین»            | ۵:۲۶ |
| ۳     | «گوشت مرده»            | ۴:۴۴ |
| ۴     | «صف مرگ»               | ۵:۰۴ |
| ۵     | «گردن زدن»             | ۴:۳۹ |
| ۶     | «در دوزخ بسوز»         | ۶:۴۲ |
| ۷     | «مرگ مغز»              | ۵:۲۴ |
| ۸     | «آدم ربا»              | ۵:۴۹ |
| ۹     | «قطار گلوله»           | ۵:۱۱ |
| ۱۰    | «مناره‌های کلیسای جامع» | ۹:۱۲ |

## اعضای گروه
- تیم «ریپر» اونز - خواننده
- کی.کی. داونینگ - گیتار
- گلن تیپتون - گیتار
- یان هیل - گیتار بیس
- اسکات تراویس - درامز